# Le Bouchage (Charente)
Le Bouchage és un municipi francès situat al departament del Charente i a la regió de la Nova Aquitània. L'any 2007 tenia 171 habitants.

## Demografia

### Població
El 2007 la població de fet de Le Bouchage era de 171 persones. Hi havia 85 famílies de les quals 28 eren unipersonals (16 homes vivint sols i 12 dones vivint soles), 37 parelles sense fills, 16 parelles amb fills i 4 famílies monoparentals amb fills.
La població ha evolucionat segons el següent gràfic:
Habitants censats

### Habitatges
El 2007 hi havia 138 habitatges, 87 eren l'habitatge principal de la família, 20 eren segones residències i 31 estaven desocupats. Tots els 138 habitatges eren cases. Dels 87 habitatges principals, 72 estaven ocupats pels seus propietaris, 10 estaven llogats i ocupats pels llogaters i 5 estaven cedits a títol gratuït; 12 tenien dues cambres, 20 en tenien tres, 18 en tenien quatre i 37 en tenien cinc o més. 82 habitatges disposaven pel capbaix d'una plaça de pàrquing. A 49 habitatges hi havia un automòbil i a 24 n'hi havia dos o més.

### Piràmide de població
La piràmide de població per edats i sexe el 2009 era:
| Homes | Edats   | Dones |
| ----- | ------- | ----- |
| 0     | 95 o +  | 0     |
| 0     | 90 a 94 | 0     |
| 4     | 85 a 89 | 8     |
| 4     | 80 a 84 | 0     |
| 8     | 75 a 79 | 8     |
| 4     | 70 a 74 | 8     |
| 0     | 65 a 69 | 8     |
| 20    | 60 a 64 | 4     |
| 0     | 55 a 59 | 12    |
| 12    | 50 a 54 | 4     |
| 8     | 45 a 49 | 12    |
| 4     | 40 a 44 | 0     |
| 4     | 35 a 39 | 8     |
| 0     | 30 a 34 | 0     |
| 4     | 25 a 29 | 4     |
| 4     | 20 a 24 | 0     |
| 12    | 15 a 19 | 8     |
| 0     | 10 a 14 | 0     |
| 0     | 5 a 9   | 4     |
| 0     | 0 a 4   | 0     |

## Economia
El 2007 la població en edat de treballar era de 91 persones, 49 eren actives i 42 eren inactives. De les 49 persones actives 45 estaven ocupades (27 homes i 18 dones) i 4 estaven aturades (3 homes i 1 dona). De les 42 persones inactives 24 estaven jubilades, 3 estaven estudiant i 15 estaven classificades com a «altres inactius».

### Ingressos
El 2009 a Le Bouchage hi havia 86 unitats fiscals que integraven 175 persones, la mediana anual d'ingressos fiscals per persona era de 12.747 €.

### Activitats econòmiques
Dels 4 establiments que hi havia el 2007, 1 era d'una empresa de construcció, 1 d'una empresa de comerç i reparació d'automòbils, 1 d'una empresa immobiliària i 1 d'una empresa de serveis.
L'any 2000 a Le Bouchage hi havia 19 explotacions agrícoles que ocupaven un total de 850 hectàrees.

## Poblacions més properes
El següent diagrama mostra les poblacions més properes.